# Quint Marci Rex (cònsol 118 aC)
Quint Marci Rex (en llatí Quintus Marcius Q. F. Q. N. Rex) va ser cònsol romà l'any 118 aC juntament amb Marc Porci Cató Licinià el Jove.
En aquest any es va fundar la colònia romana de Narbo Martius a la Gàl·lia. Va fer la guerra contra el poble lígur dels estoens (stoeni) que vivien al peu dels Alps i per la seva victòria va obtenir els honors del triomf. Durant el seu consolat va perdre al seu únic fill, però va conservar el cap fred i va complir els seus deures com a cònsol reunint-se amb el senat i fent altres funcions del càrrec el mateix dia de l'enterrament. La seva germana es va casar amb Gai Juli Cèsar, avi del gran Juli Cèsar.